# کالونتزانو
کالونتزانو (به ایتالیایی: Calvenzano) یک کومونه در ایتالیا است که در استان برگامو واقع شده‌است. کالونتزانو ۶٫۵ کیلومتر مربع مساحت و ۳٬۶۱۸ نفر جمعیت دارد و ۱۱۴ متر بالاتر از سطح دریا واقع شده‌است.